# Ocinek
Ocinek [pronunciación en polaco: /ɔˈt͡ɕinɛk/] es un pueblo ubicado en el distrito administrativo de Gmina Wilczyce, dentro del condado de Sandomierz, Voivodato de Świętokrzyskie, en el centro-sur de Polonia. Se encuentra a unos 5 kilómetros al este de Wilczyce, a 7 kilómetros al noroeste de Sandomierz, y a 80 kilómetros al este de la capital regional Kielce.